# David Dumortier
Pour les articles homonymes, voir Dumortier.
David Dumortier, né le 31 décembre 1967, est un écrivain, poète et auteur jeunesse français.

## Biographie
Fils d'un éleveur de cochons, il vit une enfance campagnarde et rude, qu'il passe en Charente. Il s'est tourné très jeune vers le monde arabe, dont il apprend la langue. Diplômé de l'Inalco, il a vécu en Syrie, en Jordanie et en Égypte, et a longtemps travaillé dans le milieu psychiatrique. Il a collaboré au journal Avant-Garde et a participé à diverses revues, comme Digraphe, Décharge, ou Gros-Textes.
Il intervient aujourd'hui régulièrement en milieu scolaire,. Plusieurs de ses livres ont été publiés avec le concours du Centre national du livre (CNL), et il est lauréat en 2006 et 2012 de la bourse de création du CNL. Deux de ses ouvrages sont sélectionnés comme « ouvrages de référence » par le ministère de l'Éducation nationale : La Clarisse (2000), et Ces gens qui sont des arbres (2003), qui est également Coup de cœur 2003 du Centre national de la littérature pour la jeunesse (BnF).
Il est aussi l'auteur d'un spectacle portatif de poche intitulé "Music-hall Poésie" dans lequel il mêle poésie, objets détournés et magie. Le spectacle est labellisé « Printemps des poètes 2012 ».
Dans ses écrits, il aborde les thèmes de l'arbre, du métro, de la prison, ou du monde paysan.
Dans l'ouvrage jeunesse Mehdi met du rouge à lèvres, publié en 2006, il évoque les questions de différences filles / garçons. La critique du Centre national de la littérature pour la jeunesse (BnF) mentionne : « Il s'agit du portrait, à travers ses attitudes, ses sentiments, ses mots, d'un petit garçon qui dérange parce qu'il se conduit " en fille ". » Il développe ce thème du travestissement de façon plus élaborée dans son ouvrage autobiographique Travesti, destiné à un public adulte — voire averti —, publié en 2012 aux éditions Le Dilettante. L'ouvrage est sélectionné pour le Prix Mauvais genres 2012.
En 2017, il déclare dans un entretien : « J’ai passé un contrat avec moi-même, en me promettant de fuir tout ce qui ressemble à l’esclavage, la soumission et l’obéissance. Et comme j’ai toujours ressenti ces trois spectres dans la plupart des romans, j’ai plutôt choisi la poésie, qui est à mon avis la dernière à être encore insolente. »
Il habite aujourd'hui à Paris.

## Œuvres
- Les Cigarettes marocaines, ill. de Houman, éd. Bouchain, 1995.
- Instants fermiers, éd. L'Arbre, 1997.
- Les Reins sur la terre, éd. Clapas, 1997.
- Collectif, 101 Poèmes contre le racisme, éd. Le Temps des Cerises, 1998 - participation.
- La Clarisse, ill. Martine Mellinette, éd. Cheyne, 2000.
- La Pioche de Salah, Paris-Méditerranée, 2001.
- Collectif, Cent lettres pour les femmes afghanes, Éditions Unes, 2002 - participation.
- Une femme de ferme, suivi de Le Livre des poules, éd. Cheyne, 2003.
- Ces gens qui sont des arbres, ill. Martine Mellinette, éd. Cheyne, 2003.
- Les Ports, C.D., Arts et Lectures Production, 2004 - disque compact.
- Mehdi met du rouge à lèvres, ill. Martine Mellinette, éd. Cheyne, 2006.
- Croquis de métro, ill. de Frédo Coyère, éd. Le Temps des cerises, 2007.
- Lettres à un homme noir qui dort, Atelier du Colophon, 2007.
- Au milieu d’Amman, éd. Al Manar, 2008.
- Yi et Yo, éd. Motus, 2008.
- Cligne-musette, ill. Martine Mellinette, éd. Cheyne, 2008  (ISBN 978-2-84116-132-4).
- Ma famille nombreuse : 76 poèmes et un éléphant, ill. Lucile Placin, éd. Rue du monde, 2009.
- Les Bateaux qui parlent, ill. Martine Mellinette, éd. Cheyne, 2010  (ISBN 978-2-84116-155-3).
- 20 poèmes au nez pointu, ill. Anne-Lise Boutin, Éditions Sarbacane, 2012.
- Travesti, Le Dilettante, 2012[12]
- Des oranges pour ma mère, ill. Estelle Aguelon, éd. Cheyne, 2012.
- Les Bateaux qui restent, Les Petites Allées, 2012.
- Le Jeu de la bonne aventure, ill. Aude Léonard, éd. Motus, 2014.
- La Pluie est amoureuse du ruisseau, ill. de Julia Chausson, éd. Rue du monde, 2014.
- Le Rêveur qui ramassait des papiers bonbon, ill. Nathalie Novi, éd. La Poule qui pond, 2015.
- Vous êtes peut-être dans ce livre, La Rumeur libre éditions, 2015.
- Achète, Achète, ill. Anastassia Elias, éd. Motus, 2016.
- 52 petits mensonges et quelques vérités, ill. Evelyne Mary, éd. Rue du monde, 2017.
- Les Comptines de Madame Loiseau, ill. Nathalie Choux, Actes sud, 2019.
- Questions d'amour, Atelier de Groutel, 2021.
- Les Devinettes de la langue au chat, éd. Rue du Monde, 2021.
- Les Chaussures de l'hippopotame, ill. Pierre Pratt, éd. Motus, 2021.
- Monsieur Nez fait ce qu'il lui plaît, ill. Marie Poirier, éd. Rue du monde, 2023.
- La brocante aux mille collections, illustrations Lucile Placin, éditions Rue du monde, 2024
- Le jeu du qui tu fus, illustrations Aude Léonard, éd. Motus, 2024.

## Prix et distinctions
- Prix Poésyvelines 2004[2] pour Une femme de ferme
- Prix des Explorateurs 2006[2] pour Croquis de métro, ill. de Frédo Coyère
- Prix Joël Sadeler 2007[14] pour Mehdi met du rouge à lèvres
- Prix Bib de rue de la ville de Sartrouville 2010[2] pour Ma famille nombreuse : 76 poèmes et un éléphant, ill. de Lucile Placin
- Sélection Prix Mauvais genres 2012 pour Travesti[13]